# Josef Franz Knobloch
Josef Franz Knobloch (26. dubna 1816 Cvikov – 2. prosince 1882 Cvikov) byl rakouský podnikatel a politik německé národnosti z Čech, v 60. letech 19. století poslanec Českého zemského sněmu.

## Biografie
Syn domkáře Josefa Franze Knoblocha, a matky Veroniky, pokřtěn byl jako Franz Xaverius. Byl majitelem tkalcovny a továrny na bavlněné zboží v rodném Cvikově.
Po obnovení ústavního systému vlády počátkem 60. let se zapojil i do vysoké politiky. V zemských volbách v Čechách roku 1861 byl zvolen na Český zemský sněm, kde zastupoval kurii městskou, obvod Cvikov, Mimoň.
V letech 1849–1850 byl zvolen na post starosty Cvikova, který zastával po tři funkční období. Zaměřoval se na rozvoj školství. Z vlastních prostředků pomáhal vydržovat soukromou školu. Za jeho úřadování došlo k výstavbě nové budovy národní školy a k rozšíření měšťanské školy. Ve městě tehdy vznikla i spořitelna a veřejná nemocnice. Později byl i okresním starostou. Získal Zlatý záslužný kříž. V roce 1880 byl nucen ze zdravotních důvodů se stáhnout z veřejných funkcí.
Zemřel v prosinci 1882.